# ナーストケラトプス

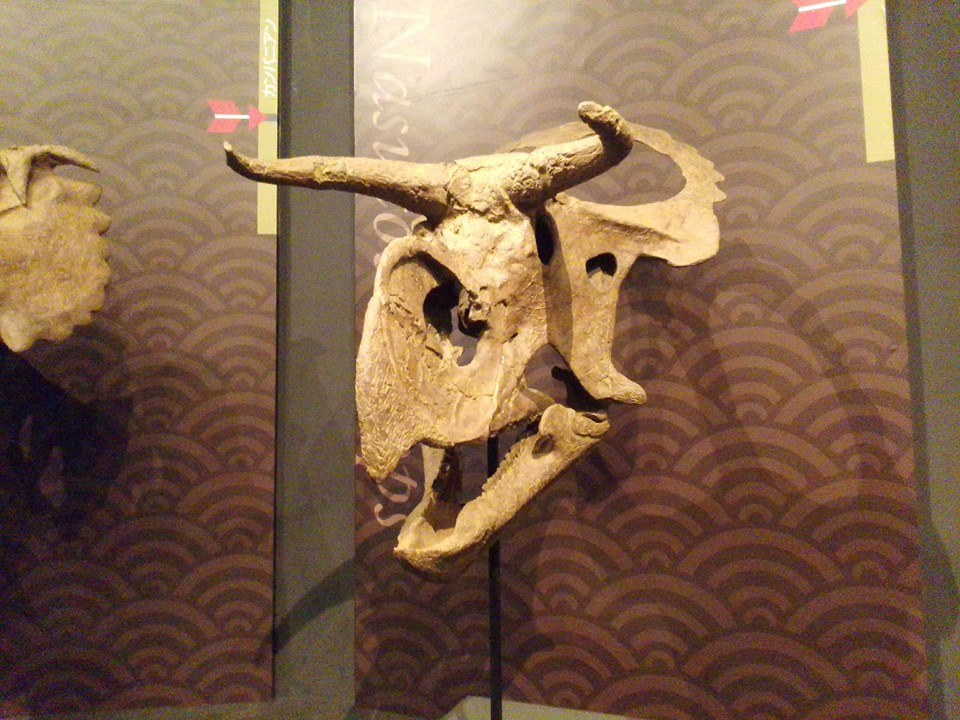
ナストケラトプスの頭骨(大阪市立自然史博物特別展・恐竜戦国時代の覇者！トリケラトプスにて)

ナーストケラトプス（Nasutoceratops）は、白亜紀後期のユタ州で発見された、セントロサウルス亜科の角竜である。ナストケラトプス、 ナスートケラトプスとも表される。

## 形態
ナーストケラトプスはアメリカ合衆国・ユタ州の白亜紀後期の地層から発見され、2013年に命名された。原始的なセントロサウルス亜科の動物だが、目の上に2本の角を生やしており、鼻の上の角は発達していなかった。このようなタイプの他のセントロサウルス亜科はディアブロケラトプスやアルベルタケラトプスなどが知られているが、いずれもナーストケラトプスが生息していた時代には絶滅していた。
名前は「大きな鼻と角のある顔」を意味するが、その名の通り内鼻孔が上下に伸び、吻部が前後方向に短くなっていて、鼻が大きくなっていた。またウシを彷彿とさせるような、横方向に強く湾曲しながら前上方に伸びる上眼窩角もほかの角竜とは異なっている。

## 発見と種

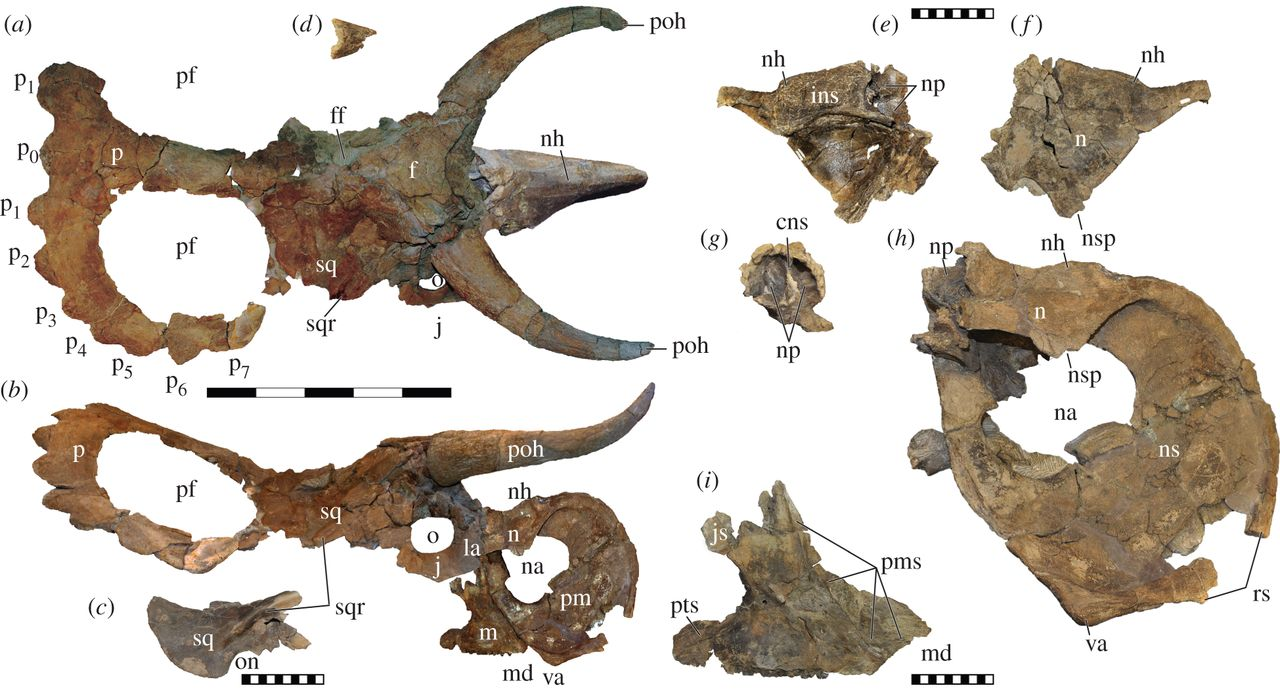
複数の角度から見た既知の頭骨要素

ナストケラトプスはホロタイプ、UMNH VP 16800 から知られる。これは部分的に関節した頭骨、後頭顆、頸椎、三つの部分的な前方胴椎、肩甲骨、関節していない左前肢、右前肢の一部、および皮膚印象である。他に2つの標本も参照されている。UMNH VP 19466 は、関節していない成体の頭骨で不完全な前上顎骨、上顎骨および鼻骨で構成される。UMNH VP 19469 は、亜成体の癒合した鱗状骨である。ホロタイプは2006年にユタ大学が指揮したカイパロウィッツ・プロジェクトの期間中に発見・採集された。その化石はグランド・ステアーケース・エスカランテ国立公園のカイパロウィッツ累層上部中層の砂岩に覆われていた。その堆積物は後期白亜紀カンパニアン後期(約7500万年前)のものと推定される。
その標本は2010年にナストゥケラトプス・ティトゥシ Nasutuceratops titusi としてエリック・カール・ランドEric Karl Lund によって記載された。しかしこれは nomen ex dissertatione（学位論文上での命名）であり、記載を伴う出版ではないため無効名である。スコット・サンプソン、ランド、マーク・ローウェン、アンドリュー・ファルケ、およびキャサリン・クレイトンは2013年にナストケラトプスを正式に記載した。模式種はナストケラトプス・ティトゥシ Nasutoceratops titusiである。属名はラテン語で「大きな鼻」を意味する nasutus と古代ギリシア語で「角のある顔」を意味する ceratopsの合成である。種小名はGSENMで化石を剖出したアラン・L・タイタス Alan L. Titus への献名である。

## 記載

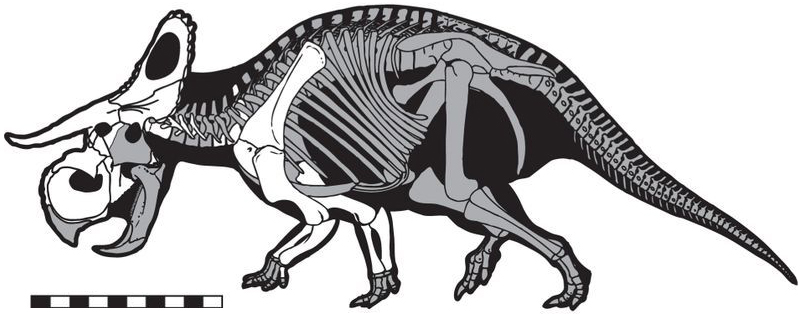
骨格図。発見部位を白色で示している

ホロタイプの頭骨は約1.5mの長さである。全長は4.5m、体重は1.5tと推定されている。ナストケラトプスはいくつかの独特な固有派生形質をもつ。鼻骨における鼻孔周辺部分が強く発達しており、頭骨における眼窩より前の部分の約4分の3を占めている。 鼻骨後部が大きな内鼻孔によってくり抜かれたようになっている。上顎骨と前上顎骨の関節面が非常に大きい。 上顎骨には、2つの水平面を介して前上顎骨に接触する大きな内部突縁が存在する。上眼窩角の付け根が前方外向きであり、角は内側に湾曲したのち最終的にねじれて先端が上向きになる。
またナストケラトプスはそれぞれの特徴そのものは独特ではないものの、組み合わせとしては個性的な特徴を備える。鼻角は低く狭く、基部が拡張されている。鱗状骨上面に、鱗状骨の縁から眼窩にかけて走る高い隆起がある。フリルは多少丸みを帯びていて正中線において最も広い。フリルの縁の皮骨(縁頭頂骨と縁鱗状骨)は尖っておらず、低い単純な三日月状である。頭頂骨の正中線上の遠位端は切れ込んでおらず、代わりに第0縁頭頂骨がある。
ナストケラトプスの吻は短く高い。

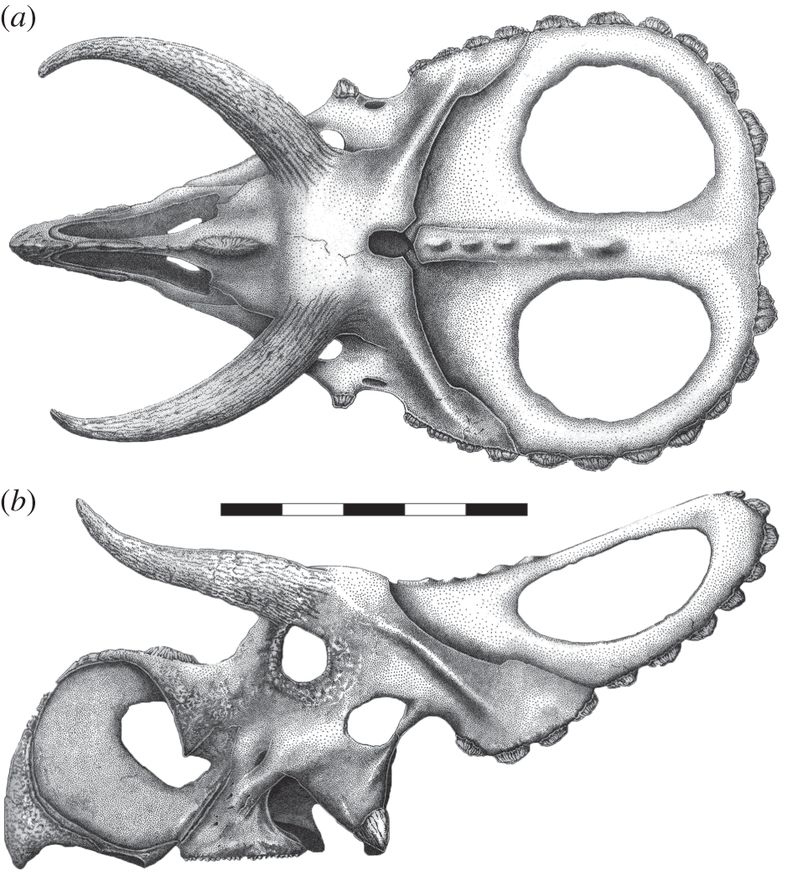
頭骨の図

その鼻骨には、鼻腔から骨に入り込む空洞が見られる。 他の角竜類では鼻腔の空洞は知られていないことから、この特徴はこの属独自の派生形質を表していると思われる。上顎には29本分もの歯槽があり、一つ一つに数本の歯が積み重なっている。 眼窩の間にある頭蓋天井は隆起しており、鼻先よりも明らかに高い。 水平方向に突起し湾曲した上眼窩角の配置は、古生物学者デビッド・ホーンによって現代のウシのようだと表現された。上眼窩角は頭骨全体の約40%を占め、ほとんど吻部の頂点に届く高さに達し、骨芯の長さは457mmにも及び、絶対的にも相対的にもセントロサウルス亜科内で最も長いことが知られている。
縁頬骨(頬角) は85mmの長さで、これも既知のセントロサウルス亜科内で最大である。フリルはほどほどに長く、両脇には大きな腎臓形の頭頂骨窓が貫通している。 正中線上頭頂を除いて両側に7個の縁頭頂骨があり、4〜5個程度の縁鱗状骨がある前肢において、尺骨は非常に頑健で、膝頭の突起(尺骨肘頭突起)が大きい。 左肩の近くで見つかった皮膚印象を持つ3つのパッチのうち1つは、小さな三角形の鱗に囲まれた8〜11mm幅の大きな六角形の鱗のパターンを示している。

## 分類

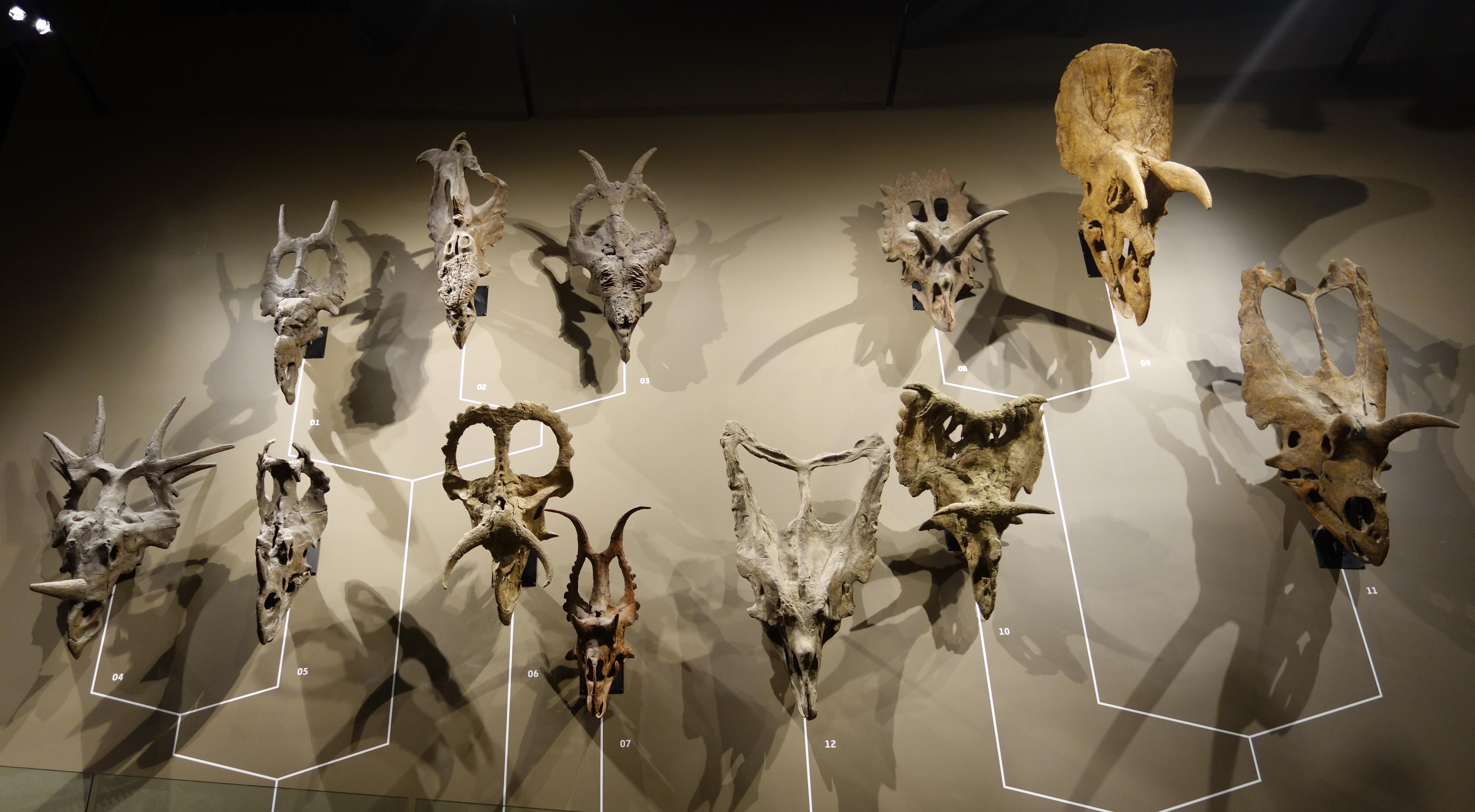
系統樹上に配置された角竜類の頭骨。ナストケラトプスは中央左

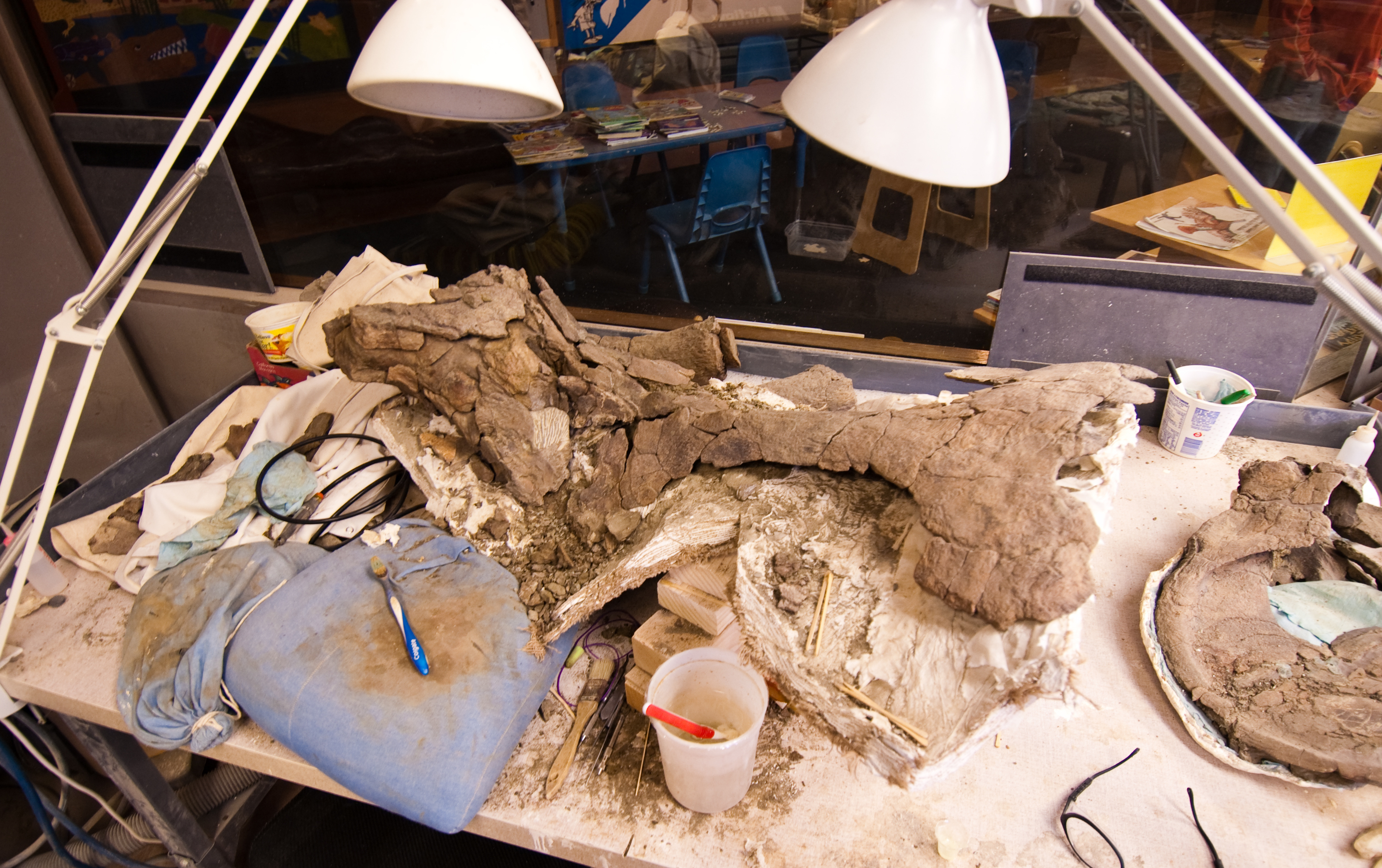
プレパレーション中のホロタイプ頭骨

ナストケラトプスは2013年に基盤的セントロサウルス亜科として記載された。サンプソンらによる系統解析で、ナストケラトプスはアヴァケラトプスの姉妹群であることが示唆された。この研究によるとナストケラトプスの存在は、ララミディア大陸の北と南の間の動物相分離の仮説を支持するものである。 ナストケラトプスは、北方系のセントロサウルス亜科とは異なり、長い上眼窩角と短い鼻角を保持しており、カスモサウルス亜科と収斂した短い縁頭頂骨が発達していることが明らかになった。2016年、このグループはナストケラトプス族(Nasutoceratopsini)と命名された。ナストケラトプスのほか、ANSP 15800（アヴァケラトプスのホロタイプ）、MOR 692（以前はアヴァケラトプスの成体標本として扱われていた）、オールドマン累層から新たに報告されたCMN 8804、マルタケラトプスを含んでいる。以下に示すクラドグラムは2017年の千葉謙太郎らによるセントロサウルス亜科の系統解析に基づく。
|  | ディアブロケラトプス |
|  |                      |
|  | マカイロケラトプス   |
|  |                      |

|  | アヴァケラトプス (ANSP 15800) |
|  |                               |
|  | MOR 692                       |
|  |                               |
|  | CMN 8804                      |
|  |                               |
|  | ナストケラトプス              |
|  |                               |
|  | マルタの新タクソン            |
|  |                               |

|  | シノケラトプス       |
|  |                      |
|  | ウェンディケラトプス |
|  |                      |

|  | セントロサウルス族 |
|  |                    |
|  | パキリノサウルス族 |
|  |                    |

|  | シノケラトプス       |
|  |                      |
|  | ウェンディケラトプス |
|  |                      |

|  | セントロサウルス族 |
|  |                    |
|  | パキリノサウルス族 |
|  |                    |

|  | シノケラトプス       |
|  |                      |
|  | ウェンディケラトプス |
|  |                      |

|  | セントロサウルス族 |
|  |                    |
|  | パキリノサウルス族 |
|  |                    |

|  | シノケラトプス       |
|  |                      |
|  | ウェンディケラトプス |
|  |                      |

|  | セントロサウルス族 |
|  |                    |
|  | パキリノサウルス族 |
|  |                    |

|  | アヴァケラトプス (ANSP 15800) |
|  |                               |
|  | MOR 692                       |
|  |                               |
|  | CMN 8804                      |
|  |                               |
|  | ナストケラトプス              |
|  |                               |
|  | マルタの新タクソン            |
|  |                               |

|  | シノケラトプス       |
|  |                      |
|  | ウェンディケラトプス |
|  |                      |

|  | セントロサウルス族 |
|  |                    |
|  | パキリノサウルス族 |
|  |                    |

|  | シノケラトプス       |
|  |                      |
|  | ウェンディケラトプス |
|  |                      |

|  | セントロサウルス族 |
|  |                    |
|  | パキリノサウルス族 |
|  |                    |

|  | シノケラトプス       |
|  |                      |
|  | ウェンディケラトプス |
|  |                      |

|  | セントロサウルス族 |
|  |                    |
|  | パキリノサウルス族 |
|  |                    |

|  | シノケラトプス       |
|  |                      |
|  | ウェンディケラトプス |
|  |                      |

|  | セントロサウルス族 |
|  |                    |
|  | パキリノサウルス族 |
|  |                    |

|  | ディアブロケラトプス |
|  |                      |
|  | マカイロケラトプス   |
|  |                      |

|  | アヴァケラトプス (ANSP 15800) |
|  |                               |
|  | MOR 692                       |
|  |                               |
|  | CMN 8804                      |
|  |                               |
|  | ナストケラトプス              |
|  |                               |
|  | マルタの新タクソン            |
|  |                               |

|  | シノケラトプス       |
|  |                      |
|  | ウェンディケラトプス |
|  |                      |

|  | セントロサウルス族 |
|  |                    |
|  | パキリノサウルス族 |
|  |                    |

|  | シノケラトプス       |
|  |                      |
|  | ウェンディケラトプス |
|  |                      |

|  | セントロサウルス族 |
|  |                    |
|  | パキリノサウルス族 |
|  |                    |

|  | シノケラトプス       |
|  |                      |
|  | ウェンディケラトプス |
|  |                      |

|  | セントロサウルス族 |
|  |                    |
|  | パキリノサウルス族 |
|  |                    |

|  | シノケラトプス       |
|  |                      |
|  | ウェンディケラトプス |
|  |                      |

|  | セントロサウルス族 |
|  |                    |
|  | パキリノサウルス族 |
|  |                    |

|  | アヴァケラトプス (ANSP 15800) |
|  |                               |
|  | MOR 692                       |
|  |                               |
|  | CMN 8804                      |
|  |                               |
|  | ナストケラトプス              |
|  |                               |
|  | マルタの新タクソン            |
|  |                               |

|  | シノケラトプス       |
|  |                      |
|  | ウェンディケラトプス |
|  |                      |

|  | セントロサウルス族 |
|  |                    |
|  | パキリノサウルス族 |
|  |                    |

|  | シノケラトプス       |
|  |                      |
|  | ウェンディケラトプス |
|  |                      |

|  | セントロサウルス族 |
|  |                    |
|  | パキリノサウルス族 |
|  |                    |

|  | シノケラトプス       |
|  |                      |
|  | ウェンディケラトプス |
|  |                      |

|  | セントロサウルス族 |
|  |                    |
|  | パキリノサウルス族 |
|  |                    |

|  | シノケラトプス       |
|  |                      |
|  | ウェンディケラトプス |
|  |                      |

|  | セントロサウルス族 |
|  |                    |
|  | パキリノサウルス族 |
|  |                    |

## 古環境

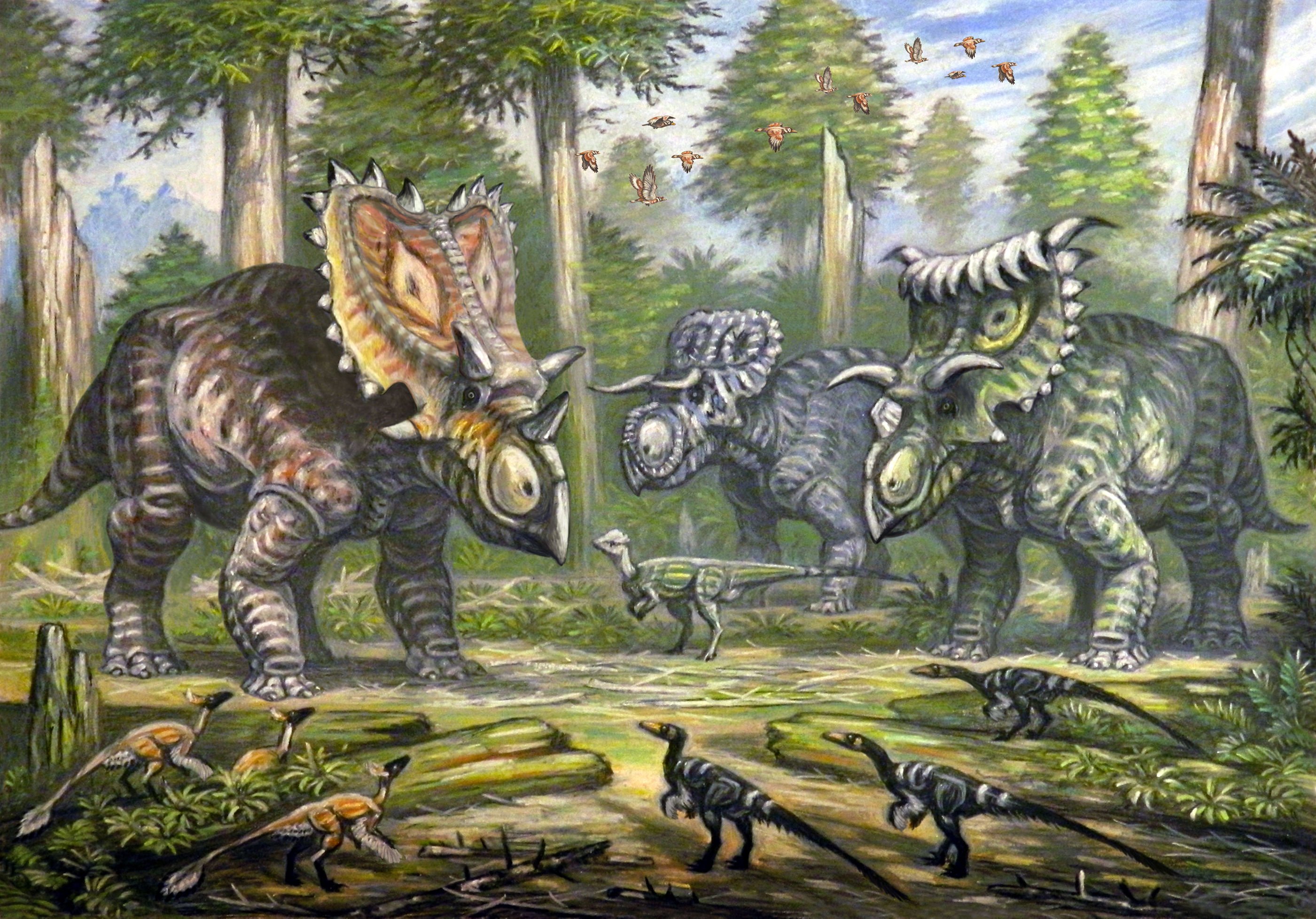
ナストケラトプス(後方中央)は他のケラトプス類やデイノニコサウリア、ステゴケラスなどと共存していた。

既知のナストケラトプスの標本はユタ州南部のカイパロウィッツ累層のみで発見されている。アルゴン - アルゴン法では7610万〜7400万年前、後期白亜紀カンパニアン期の堆積物であるとされている。
白亜紀後期、カイパロウィッツ層の古生物たちは、北米を西のラララミディア山脈と東のアパラチア山脈に分断した大きな内海である西部内陸海路の西岸近くに生息していた。 恐竜が住んでいた台地は、大きな水路と豊富な湿地の泥炭湿地、池、湖が支配する古代の氾濫原で、高地に囲まれていた。 気候は温暖湿潤で、豊富で多様な生物が生息していた。この地層は白亜紀後期の陸生層としては、世界最高かつ最も連続した記録の一つである。
ナストケラトプスは環境をドロマエオサウルス科、トロオドン科のタロス、オルニトミムス科、オヴィラプトロサウリアのハグリフス、ティラノサウルス科のテラトフォネウスのような獣脚類、アカイナケファルスのような鎧竜、パラサウロロフスやグリポサウルスのような鳥脚類、そしてユタケラトプスやコスモケラトプスのような他のケラトプス科などと共有していた。また軟骨魚類、カエル、サンショウウオ、カメ、トカゲ、ワニなどの化石もカイパロウィッツ層から発見されている。

## 文化面
2019年に公開されたコリン・トレヴォロウ監督の短編映画、『バトル・アット・ビッグ・ロック』でナーストケラトプスをモチーフにした恐竜がコンピュータ・グラフィックスとアニマトロニクスで描かれている。これはジュラシック・パークフランチャイズの一部で、『ジュラシック・ワールド/炎の王国』(2018)の出来事の後日談であり、キャンプ場に現れたナーストケラトプスがアロサウルスと対決するシーンが見せ場となっている。